# Olympische Winterspelen 1980
De XIIIe Olympische Winterspelen werden in 1980 gehouden in Lake Placid, gelegen in het Adirondackgebergte in de staat New York in de Verenigde Staten. De Winterspelen van 1932 werden ook al in Lake Placid gehouden. Vancouver
in Canada was de enige tegenkandidaat, maar trok de kandidatuur vóór de stemming in.
De organisatie werd echter door de feiten voorbijgestreefd en kon de grote Winterspelen niet helemaal goed bolwerken. De Spelen verliepen op een vrij chaotische manier, zodat men al gauw sprak van "Lake Tragic".

## Hoogtepunten
- Uitblinker bij deze Spelen was de Amerikaan Eric Heiden, die alle vijf de afstanden bij het schaatsen wist te winnen. Heiden verbeterde ook het wereldrecord op de 10.000 meter.
- Voor het eerst werden tijdens deze spelen de skipistes geprepareerd met kunstsneeuw.
- De Volksrepubliek China nam voor het eerst deel, maar wist geen medailles te winnen.
- Hanni Wenzel (Liechtenstein) deed mee aan alle drie de onderdelen van het alpineskiën en won drie medailles: zilver op de afdaling en goud op zowel de reuzenslalom als op de slalom. Door haar overwinning werd Liechtenstein het kleinste land met een olympische kampioen.
- Het ijshockeyteam van de Verenigde Staten bestond volledig uit studenten, toch wist het team de staatsprofessionals van de Sovjet-Unie met 4-3 te verslaan.

## Belgische prestaties
- Enkel twee Belgische skiërs waren aanwezig in Lake Placid. Geen van hen wist een medaille te behalen.

## Nederlandse prestaties
- Tijdens de openingsceremonie werd het Nederlandse team (25 mannen en vier vrouwen) voorafgegaan door Piet Kleine (schaatsen) die de vlag droeg.
- De overwinning van Annie Borckink op de 1500 meter bij het schaatsen kwam als een verrassing. Voorheen had zij internationaal nooit meegedaan in het gevecht voor het eremetaal. Op deze ene dag wist zij echter onvermoede krachten aan te boren en won ze met een ruime marge. Het Nederlandse succes op deze afstand werd compleet gemaakt door de zilveren medaille van Ria Visser.
- Piet Kleine eindigde op de 10 kilometer tweede achter de ongenaakbare Eric Heiden.
- Een bronzen medaille viel ten deel aan Lieuwe de Boer bij de 500 meter (schaatsen).
- Het Nederlandse ijshockeyteam wist voor het eerst de Olympische Spelen te bereiken en werd negende.

### Nederlandse medailles
| Medaille   | Winnaar        | Onderdeel            |
| ---------- | -------------- | -------------------- |
| Goud (1)   | Annie Borckink | schaatsen, 1500 m.   |
| Zilver (2) | Piet Kleine    | schaatsen, 10.000 m. |
| Zilver (2) | Ria Visser     | schaatsen, 1500 m.   |
| Brons (1)  | Lieuwe de Boer | schaatsen, 500 m.    |

## Disciplines
Tijdens de Olympische Winterspelen van 1980 werd er gesport in zes takken van sport. In tien disciplines stonden 38 onderdelen op het programma.
| Olympische sport | Discipline         | Onderdelen                | Onderdelen            | Onderdelen                        | Onderdelen                        | Onderdelen                        |
| ---------------- | ------------------ | ------------------------- | --------------------- | --------------------------------- | --------------------------------- | --------------------------------- |
| Biatlon          | Biatlon            | 10 km (m)                 | 20 km (m)             | 4x 7,5 km (m)                     | 4x 7,5 km (m)                     | 4x 7,5 km (m)                     |
| Bobsleeën        | Bobsleeën          | 2-mansbob                 | 4-mansbob (m)         | 4-mansbob (m)                     | 4-mansbob (m)                     | 4-mansbob (m)                     |
| Rodelen          | Rodelen            | 1-persoons (m)            | 1-persoons (v)        | dubbel (open)                     | dubbel (open)                     | dubbel (open)                     |
| Schaatssport     | Kunstrijden        | mannen                    | vrouwen               | paren                             | ijsdansen                         | ijsdansen                         |
| Schaatssport     | Schaatsen          | 500 m (m) 500 m (v)       | 1000 m (m) 1000 m (v) | 1500 m (m) 1500 m (v)             | 5000 m (m) 3000 m (v)             | 10.000 m (m)                      |
| Skisport         | Alpineskiën        | afdaling (m) afdaling (v) | slalom (m) slalom (v) | reuzenslalom (m) reuzenslalom (v) | reuzenslalom (m) reuzenslalom (v) | reuzenslalom (m) reuzenslalom (v) |
| Skisport         | Langlaufen         | 15 km (m) 5 km (v)        | 30 km (m) 10 km (v)   | 50 km (m)                         | 4x10 km (m) 4x5 km (v)            | 4x10 km (m) 4x5 km (v)            |
| Skisport         | Noordse combinatie | individueel (m)           | individueel (m)       | individueel (m)                   | individueel (m)                   | individueel (m)                   |
| Skisport         | Schansspringen     | normale schans (m)        | normale schans (m)    | grote schans (m)                  | grote schans (m)                  | grote schans (m)                  |
| IJshockey        | IJshockey          | mannen                    | mannen                | mannen                            | mannen                            | mannen                            |

### Mutaties
| Sport   | Nieuw     | Verdwenen (t.o.v. 1976) | Wijzigingen/Opmerkingen |
| ------- | --------- | ----------------------- | ----------------------- |
| Biatlon | 10 km (m) |                         | Nu 3 onderdelen         |
|         | 1         | 0                       | 0                       |

## Medaillespiegel
Er werden 115 medailles uitgereikt. Het IOC stelt officieel geen medailleklassement op, maar geeft desondanks een medailletabel ter informatie. In het klassement wordt eerst gekeken naar het aantal gouden medailles, vervolgens de zilveren medailles en tot slot de bronzen medailles.
In de volgende tabel staat de top-10. Het gastland heeft een blauwe achtergrond en het grootste aantal medailles in elke categorie is vetgedrukt.
Zie de medaillespiegel van de Olympische Winterspelen 1980 voor de volledige weergave.
| Plaats | Land             | NOC | Goud | Zilver | Brons | Totaal |
| ------ | ---------------- | --- | ---- | ------ | ----- | ------ |
| 1      | Sovjet-Unie      | URS | 10   | 6      | 6     | 22     |
| 2      | DDR              | GDR | 9    | 7      | 7     | 23     |
| 3      | Verenigde Staten | USA | 6    | 4      | 2     | 12     |
| 4      | Oostenrijk       | AUT | 3    | 2      | 2     | 7      |
| 5      | Zweden           | SWE | 3    | 0      | 1     | 4      |
| 6      | Liechtenstein    | LIE | 2    | 2      | 0     | 4      |
| 7      | Finland          | FIN | 1    | 5      | 3     | 9      |
| 8      | Noorwegen        | NOR | 1    | 3      | 6     | 10     |
| 9      | Nederland        | NED | 1    | 2      | 1     | 4      |
| 10     | Zwitserland      | SUI | 1    | 1      | 3     | 5      |

## Deelnemende landen
Zevenendertig landen namen deel aan de Spelen. Door de aangekondigde Amerikaanse boycot van de Zomerspelen die later dat jaar in Moskou gehouden werden, was er voorafgaand aan de Winterspelen al een gespannen situatie tussen de Verenigde Staten en de Sovjet-Unie. Desondanks waren de Sovjet-Unie en hun bondgenoten aanwezig.
Het aantal deelnemers was evenveel als tijdens de vorige editie. De Volksrepubliek China, Costa Rica en Cyprus debuteerden, Bolivia en Mongolië maakten hun rentree. Chili, Iran, San Marino, Taiwan en Turkije ontbraken ten opzichte van de vorige keer.
Taiwan boycotte de Spelen gezien de problemen met de erkenning door de Volksrepubliek China.